# گولم
گولم (عبری: גולם‎) در افسانه‌های یهودی نوعی موجود شبه انسان است که با استفاده از جادو از اشیای بیجان ساخته می‌شود. مشهورترین داستان گولم مربوط به حاخام پراگ، یهودا لو بن بزالل است. داستانهای زیادی در مورد ایجاد گولم توسط حاخام پراگ و کنترل آن توسط وی وجود دارد.

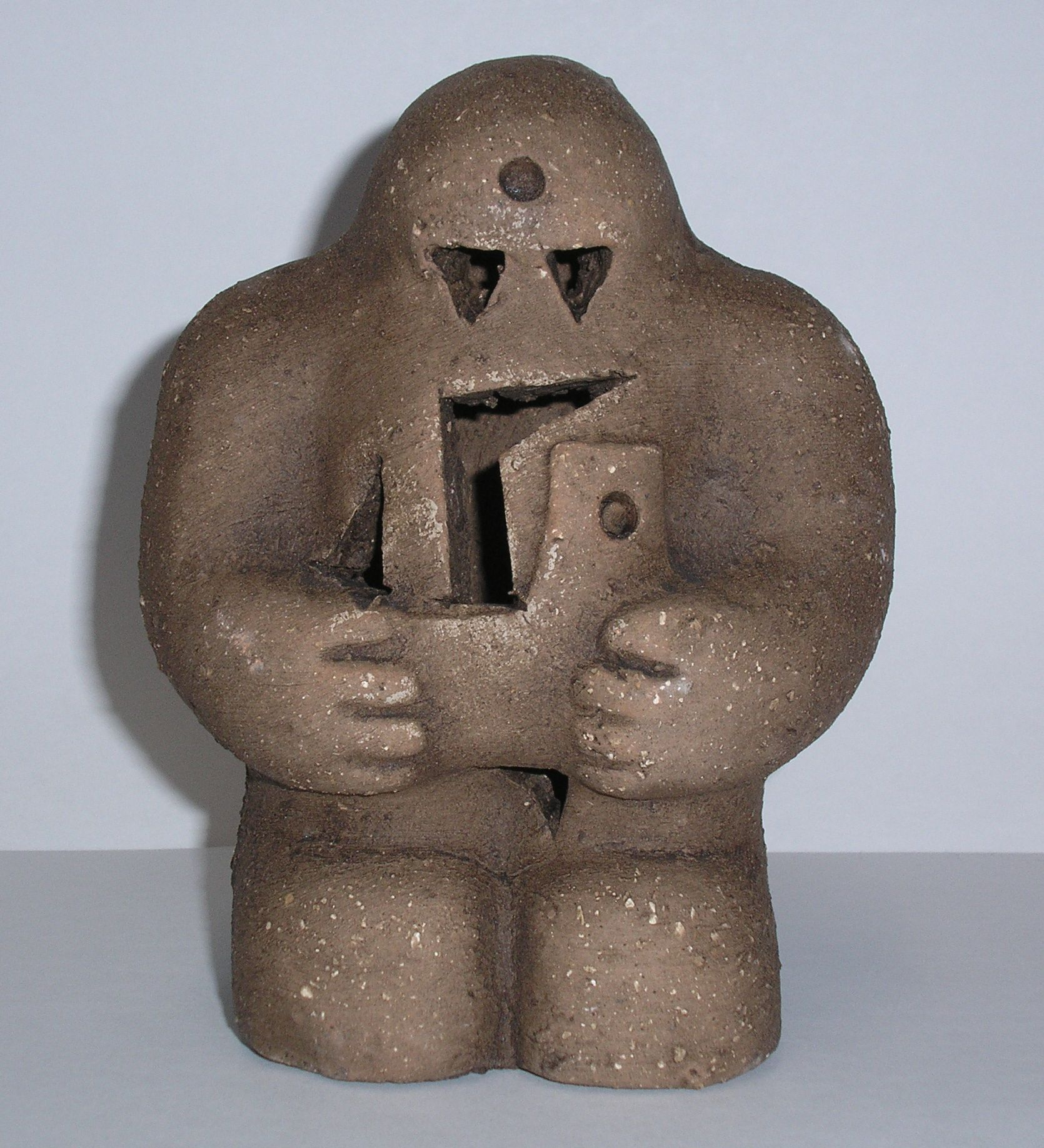
مجسمه گولم پراگ.

## در کتاب مقدس
واژه گولم یکبار در کتاب مقدس در مزامیر ۱۳۹:۱۶ به صورت گلمی (عبری:גלמי) به معنی بدن فرم نیافته من وجود دارد. در زبان عبری مدرن، گولم معمولاً به معنی نادان بکار می‌رود. در این معنی گولم موجودی بدون مغز است.

## اولین داستانها
در تلمود ذکر شده است که آدم نخستین بار به صورت گولم آفریده شد. مانند آدم گولم نیز از گل توسط افرادی که به خداوند نزدیک هستند آفریده می‌شود. بخش سنهدرین ۶۵ ب در مورد تولید گولم توسط یکی از ربیها صحبت می‌کند.

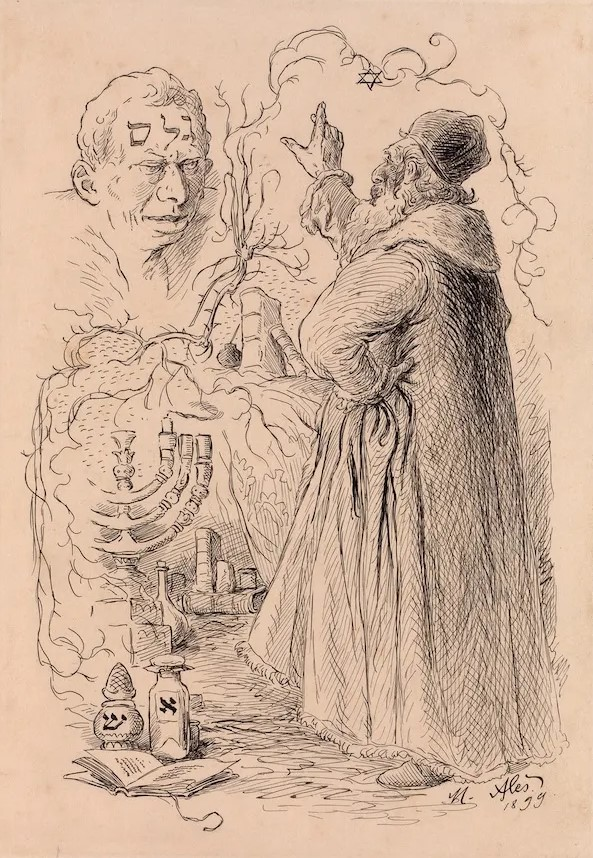
گولم و مهارال پراگ.

آن‌طور که گرشام شوئلم گزارش می‌دهد: «گسترش افسانهٔ گولم مدیون فضای فکری یهودیان حسیدی در آلمان قرون وسطی است. فضایی که به واسطهٔ ناخرسندی از نفوذ فلسفهٔ یونانی در یهودیت و هم‌چنین بی‌میلی نسبت به خوانش‌های عقلانی از تلمود، شکل گرفت. هدف این جریان بازگشت به تلقی عرفانی و رمزی از یهودیت بود و به این معنا خود را بخشی از سنت کابالا معرفی می‌کرد. در این انگاشته عرفانی شخص به واسطهٔ تمرین‌های هوشیاری و مستی و با استفاده از ویژگی رمزی حروف و اعداد به قدرت‌هایی جادویی برای تصرف در همهٔ امور دست‌ می‌یابد. آفریده شدن گولم نیز با همین دستورکارها و وصایا و به میانجی چیرگی عرفانی بر قدرت اعداد و حروف ممکن بود. این روایت در طی چند سده تحت تأثیر تغییراتی که فرهنگ های منطقه‌ای به آن وارد کردند، در قالب افسانه های گوناگون گسترش و یک پارچه شد. مشهورترین افسانه‌ای که امروز به دست ما رسیده است و فرم نخستین آن با آمیزه‌ای از چند افسانهٔ دیگر در میانهٔ سده هجدهم، شکل گرفت، ربی لوو حاخام بانفوذ سده شانزدهم را پدید آورنده گولم معرفی می‌کند.»
در یکی از روایت‌های نامی از داستان گولم، ربی لوو با کلمهٔ emeth (در عبری به معنای حقیقت) گولم را به زندگی می‌آورد و سپس با پاک کردن حرف نخست این کلمه و رسیدن به واژهٔ meth (در عبری به معنای مرده) زندگی را از او می‌گیرد. این روایت تکرار تقریباً بی‌کم‌ و کاست داستانی است که بیشتر گزارندگان سفر یصیرا به شکل‌های گوناگون به آن اشاره کرده‌اند. برای نمونه در مقدمهٔ شرحی منسوب به سعدیای مجعول، بن سیرا و پدرش ارمیا با استفاده از کتاب یصیرا دست به آفریدن یک انسان زدند و در پایان کار کلمهٔ emeth را بر پیشانی مخلوق گذاشتند. مخلوق زنده شد. اما بلافاصله پس از زنده شدن، حرف اول کلمه را پاک کرد تا زندگی را از خود بگیرد و به این وسیله به آن‌ها یادآوری کرد که حقیقت تنها از آن خداست. این داستان تنها یک نمونهٔ بی همتا نیست. بیشتر شارحان سفر یصیرا کمابیش به چنین داستانی اشاره کرده‌اند. رابطه‌ای که این داستان‌ها با افسانهٔ گولم پیدا می‌کنند، فراتر از یک شباهت اتفاقی و بیشتر چیزی همچون یک تکرار آیینی برای حفظ یک هدف بزرگ‌تر، یعنی دستیابی به نقشهٔ رازآلود خلقت است. هدفی که جان‌مایهٔ عرفان یهود است و اهمیت آن، تابوی مداخله در آفرینش را نیز پشت سر می‌گذارد. به این معنا سایهٔ کفرآلودی که داستان سعدیای مجعول روی آفرینش انداخته است نه به خاطر تذکر خفیف مخلوق بلکه بنابر کارکردهای درونی همین هدف، از موضوعیت خارج می‌شود. عرفان یهود برای برنامه‌ریزی این هدف دو پروژهٔ اصلی را که در دو کتاب زوهر و یصیرا صورت‌بندی شده‌ است، پیش‌روی خود گذاشته است. «کتاب زوهر حقیقت مطلق را بیان می‌کند و کتاب یصیرا ابزارها و روش‌ها را برای تصرف آن تدارک می‌بیند» به بیان دیگر، کتاب زوهر توپوگرافی حقیقت را به وسیلهٔ حروف برملا می‌کند و کتاب یصیرا نقشهٔ راه به میانجی حروف است.

## گولم پراگ
شناخته‌شده ترین داستان مربوط به گولم مرتبط با یهودا لو بن بزالل حاخام پراگ در سده ۱۶ است. او که با نام مهارال شناخته می‌شود برای جلوگیری از حمله جنتیلها به محله یهودی یک گولم درست کرد. در این داستان مهارال از گل، موجودی به شکل گولم ساخت و با آیینهای خاص و حروف عبری آن را به زندگی آورد. این گولم، یوزف نام داشت. تنها محدودیت در مورد این گولم این بود که او نمی‌توانست در روزهای شنبه کار کند. از این رو مهارال در روز جمعه با پاک کردن نام خدا گولم را از کار می‌انداخت. بر اساس یک داستان یک جمعه مهارال فراموش کرد که گولم را از کار بیندازد و گولم به خشونت دست زد. سپس در برابر کنیسه او نام خدا را از دهان او خارج کرد و گولم به چندین قسمت تقسیم شد.